# Бандуровская волость
Бандуровская волость — административно-территориальная единица Александрийского уезда Херсонской губернии с центром в селе Бандуровка.
По состоянию на 1886 год состояла из 9 поселений, 9 сельских общин. Население 2006 человек (1020 мужского пола и 986 женского), 369 дворовых хозяйств.
| Собственность  | Площадь (в том числе пахотной) |
| -------------- | ------------------------------ |
| Сельских общин | 1898 (1712)                    |
| Частная        | 8167 (2115)                    |
| Другая         | 150 (57)                       |
| Всего          | 10 215 (3884)                  |

Самые большие поселения волости:
- Бандуровка (Новопавловка) — село при реке Ингулец в 16 верстах от уездного города, 619 человек, 123 двора, православная церковь. За 10 вёрст — железнодорожная станция, за 12 вёрст — почтовая станция.
- Ясиноватка — село при реке Ингулец, 600 человек, 103 двора, православная церковь.

По состоянию на 1896 год в волости насчитывалось 22 поселения, 1502 дворовых хозяйства, население 9869 человек.